# ماري سمول
ماري سمول (بالإنجليزية: Mary Small)‏ هي مغنية وإذاعية وممثلة أمريكية، ولدت في 10 مايو 1922 في بالتيمور في الولايات المتحدة، وتوفيت في 1 مارس 2007 في هارلم في الولايات المتحدة.

## وصلات خارجية
- ماري سمول على موقع IMDb (الإنجليزية)
- ماري سمول على موقع قاعدة بيانات برودواي على الإنترنت (الإنجليزية)